# Collegio uninominale Marche - 04 (2020)
Il collegio elettorale uninominale Marche - 04 è un collegio elettorale uninominale della Repubblica Italiana per l'elezione della Camera dei deputati.

## Territorio
Come previsto dalla legge n. 51 del 27 maggio 2019, il collegio è stato definito tramite decreto legislativo all'interno della circoscrizione Marche.
È formato dal territorio dell'intera provincia di Pesaro e Urbino (52 comuni).
Il collegio è parte del collegio plurinominale Marche - 01.

## Eletti
| Elezione | Elezione | Deputato      | Partito |
| -------- | -------- | ------------- | ------- |
|          | 2022     | Mirco Carloni | Lega    |

## Dati elettorali

### XIX legislatura
Come previsto dalla legge elettorale, 147 deputati sono eletti con sistema a maggioranza relativa in altrettanti collegi uninominali a turno unico.
| Candidati                                 | Candidati               | Voti    | %     | Liste                                 | Voti    | %     |
| ----------------------------------------- | ----------------------- | ------- | ----- | ------------------------------------- | ------- | ----- |
|                                           | Mirco Carloni ✔️ Eletto | 80 408  | 44,21 | Fratelli d'Italia                     | 49 495  | 27,21 |
| Lega per Salvini Premier                  | Mirco Carloni ✔️ Eletto | 80 408  | 44,21 | 17 007                                | 9,35    |       |
| Forza Italia                              | Mirco Carloni ✔️ Eletto | 80 408  | 44,21 | 12 269                                | 6,75    |       |
| Noi moderati/Lupi - Toti - Brugnaro - UDC | Mirco Carloni ✔️ Eletto | 80 408  | 44,21 | 1 637                                 | 0,90    |       |
|                                           | Giordano Masini         | 50 895  | 27,98 | Partito Democratico-IDP               | 39 275  | 21,59 |
| Alleanza Verdi e Sinistra                 | Giordano Masini         | 50 895  | 27,98 | 5 575                                 | 3,07    |       |
| +Europa                                   | Giordano Masini         | 50 895  | 27,98 | 5 191                                 | 2,85    |       |
| Impegno Civico - Centro Democratico       | Giordano Masini         | 50 895  | 27,98 | 854                                   | 0,47    |       |
|                                           | Rossella Accoto         | 23 283  | 12,80 | Movimento 5 Stelle                    | 23 283  | 12,80 |
|                                           | Federico Talè           | 13 744  | 7,56  | Azione - Italia Viva - Calenda        | 13 744  | 7,56  |
|                                           | Stefano Puzzer          | 4 590   | 2,52  | Italexit                              | 4 590   | 2,52  |
|                                           | Dalibor Cvejic          | 2 329   | 1,28  | Italia Sovrana e Popolare             | 2 329   | 1,28  |
|                                           | Alessio Canalini        | 2 099   | 1,15  | Vita                                  | 2 099   | 1,15  |
|                                           | Renzo Savelli           | 2 007   | 1,10  | Unione Popolare                       | 2 007   | 1,10  |
|                                           | Chiara Pizzorno         | 1 913   | 1,05  | Partito Comunista Italiano            | 1 913   | 1,05  |
|                                           | Lorena Narcisi          | 608     | 0,33  | Alternativa per l'Italia (PdF - Exit) | 608     | 0,33  |
| Totale                                    | Totale                  | 181 876 | 100   |                                       | 181 876 | 100   |
|                                           |                         |         |       |                                       |         |       |
| Schede bianche                            | Schede bianche          | 2 752   | 1,45  |                                       |         |       |
| Schede nulle                              | Schede nulle            | 5 436   | 2,86  |                                       |         |       |
| Votanti                                   | Votanti                 | 190 064 | 69,26 |                                       |         |       |
| Elettori                                  | Elettori                | 274 402 |       |                                       |         |       |